# Almora (hudební skupina)
Almora je turecká symphonic / gothic metalová kapela založená v roce 2001.

## Diskografie

### Studiová alba
- Gates of Time (2002)
- Kalihora´s Song (2003)
- Shehrâzad (2004)
- 1945 (2006)
- Kiyamet Senfonisi (2008)

### Singly
- Standing Still & Cyrano (2002)
- Cehennem Geceleri (2007)